# Американская конвенция о правах человека
Американская конвенция о правах человека или Пакт Сан-Хосе — региональная конвенция о защите прав человека (главным образом гражданских и политических), принятая в 1969 году и вступившая в силу в 1978 году. Участниками могут являться страны-члены ОАГ; на сентябрь 2012 года в конвенции участвуют 23 из 34 членов ОАГ; ещё две страны ранее были участницами конвенции, но денонсировали её (Венесуэла, Тринидад и Тобаго).

## Структура
Конвенция состоит из 3 частей —— «Обязанности государства и защищаемые права», «Средства защиты» и «Общие и переходные положения», — которые подразделяются на 11 глав.

## Протоколы
В 1988 году принят Сан-Сальвадорский протокол к Американской конвенции о правах человека в области экономических, социальных и культурных прав, вступивший в силу в 1999 году. В нём на начало 2010 года участвуют 14 стран.
В 1990 году принят Протокол об отмене смертной казни, допускающий оговорки о сохранении смертной казни в военное время. В нём на начало 2010 года участвуют 11 стран.

## Надзор
Заявления о нарушении Конвенции могут подаваться частными лицами или, с особого согласия ответчика, другой страной-участницей Конвенции. Заявления частных лиц сначала поступают в Межамериканскую комиссию по правам человека, которая решает вопрос об их передаче на рассмотрение учреждённым Конвенцией Межамериканским судом по правам человека, если государство-ответчик признаёт юрисдикцию суда.

## Страны, ратифицировавшие конвенцию
Конвенцию ратифицировали 24 страны из 35, входящих в Организацию американских государств: Аргентина, Барбадос, Боливия, Бразилия, Венесуэла, Гаити, Гватемала, Гондурас, Гренада, Доминика, Доминиканская Республика, Колумбия, Коста-Рика, Мексика, Никарагуа, Панама, Парагвай, Перу, Сальвадор, Суринам, Уругвай, Чили, Эквадор, Ямайка. Мексика ратифицировала конвенцию с оговоркой, позволяющей не признавать право эмбриона на жизнь с момента зачатия.